# 松平清定
松平 清定（まつだいら きよさだ）は戦国時代の武将。桜井松平家・松平信定の長男。三河国碧海郡桜井城主（愛知県安城市桜井）。

## 人物
初代当主・松平信定の長男として誕生。

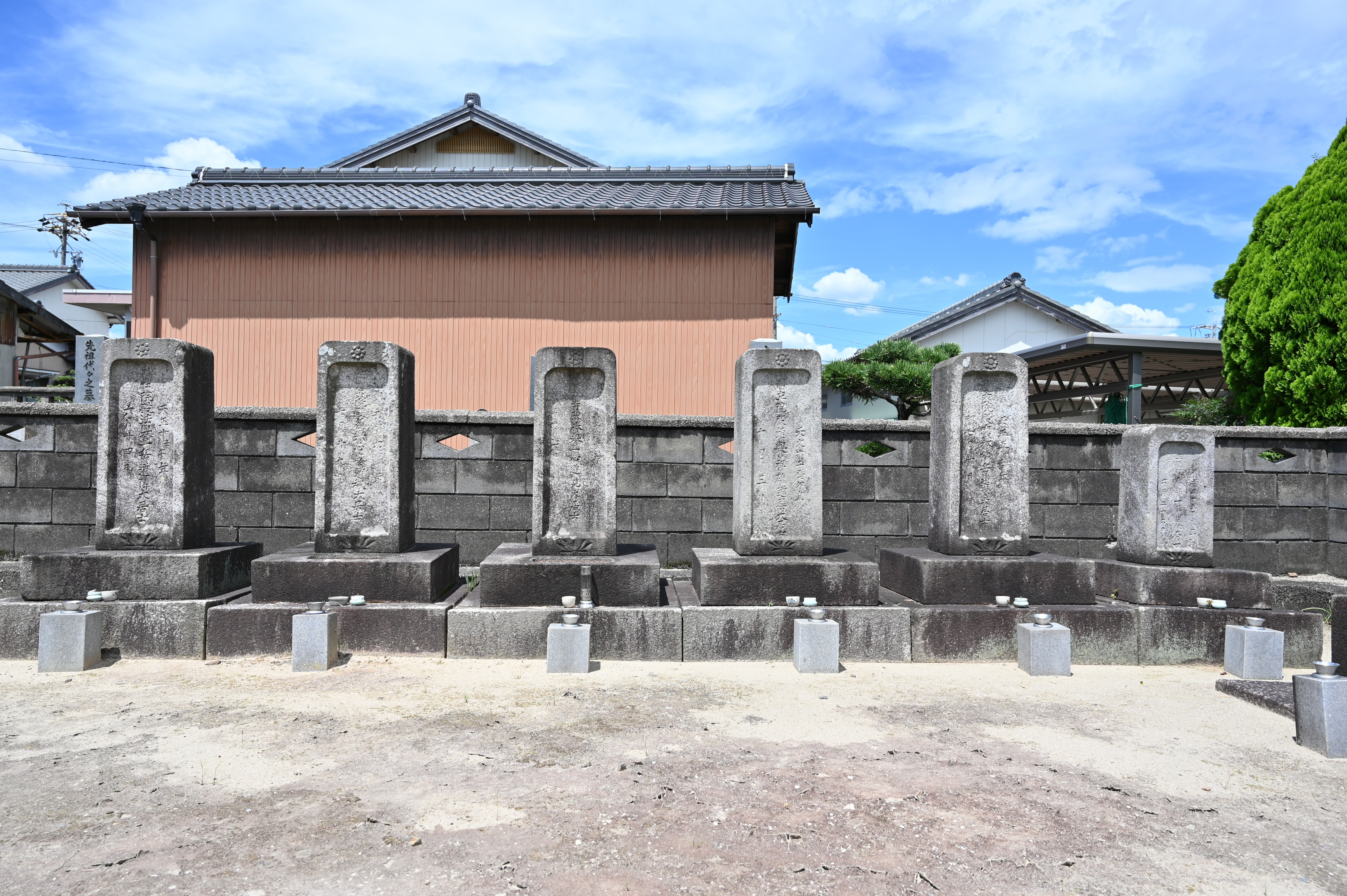
安城市の菩提寺にある桜井松平家歴代の墓所。清定の墓は右から3番目。

三河吉良氏の吉良持清の偏諱を受けて清定と名乗る。父とともに享禄9年（1529年）の吉田城（愛知県豊橋市）攻め、尾張国品野城（愛知県瀬戸市）攻めに従軍し、戦功を挙げる。父の死後、家督を相続し、2代当主となる。天文9年(1540年)、安祥城陥落後、一時、織田方に与したが、安祥城奪還後は安祥家に従属した。
天文12年（1543年）10月3日に死去した。享年不詳。墓所は桜井山菩提寺。法名は「圓言院殿髟誉祥雄道喜大居士」。

## 系譜
- 父：松平信定
- 母：不詳[1]
- 妻 : 織田信定娘[1]（信秀妹）
- 生母不明の子女
  - 男子：松平家次[1]
  - 女子：松平好景室[1]